# Castillo de Ruperra
El castillo de Ruperra o castillo de Rhiwperra es un edificio catalogado de grado II * y un monumento antiguo planificado, situado en Lower Machen en la autoridad unitaria de Caerphilly, en Gales. Fue construido en 1626, ahora está en ruinas.

## Historia
Construido en 1626 por Sir Thomas Morgan, mayordomo del conde de Pembroke, fue uno de los primeros castillos 'simulados' que se construyó en Gales. El rey Carlos I pasó dos noches en el castillo de Ruperra en 1645 poco después de la batalla de Naseby. Como resultado, se agregó el escudo de armas real a la decoración del porche sur, y el sendero público actual desde Rudry hasta el castillo todavía se conoce como "King's Drive" ("camino del rey").
Fue comprado como su hogar por el rico John Morgan "el comerciante" por 12.400 libras. No estaba casado y se consolidó a su muerte en 1715 en las propiedades en Tredegar de la familia Morgan.

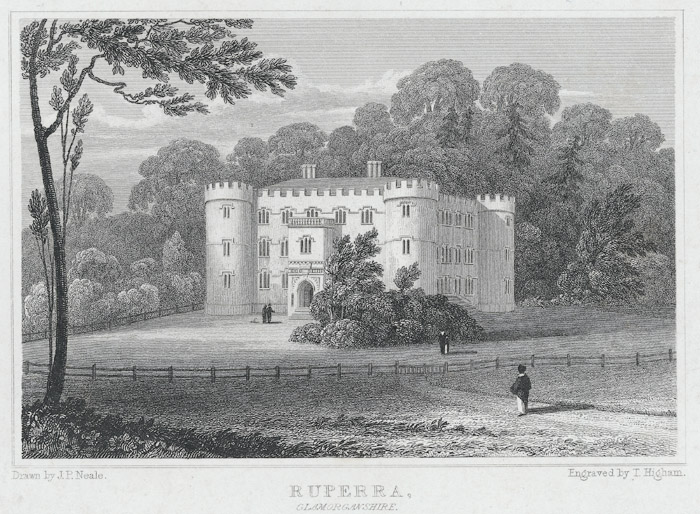
Castillo de Ruperra y su entorno hacia 1821, grabado de John Preston Neale

Fue destruido por un incendio en 1785, y reconstruido, por lo que se convirtió en el hogar, especialmente en el siglo XIX, del heredero de la finca. Godfrey Charles Morgan, segundo barón, primer vizconde de Tredegar, que fue capitán en el Regimiento 17º de Lanceros durante la carga de la Brigada Ligera en la batalla de Balaklava en la guerra de Crimea, nació en Ruperra. Fue durante la época victoriana temprana que emprendió un gran desarrollo, agregando tres nuevas logias, así como en 1826 un puente de hierro ahora catalogado, que permitía un paso de carruajes a través de Coed Craig Ruperra y cruzando el río Rhymney hasta la iglesia de Lower Machen, donde la familia y sus sirvientes asistían a los servicios dominicales.
Después de la muerte del oficial del ejército convertido en político, el coronel Frederick Courtenay Morgan en 1909, su hijo Courtenay Morgan, primer vizconde de Tredegar, se embarcó en un programa de remodelación. Se hicieron ajustes menores a la casa principal, pero su mayor mejora fue la construcción de un nuevo bloque de establos para reemplazar el destruido por un incendio en 1895, un nuevo depósito y una casa de bombas en el parque de ciervos, y una nueva casa de máquinas equipada con duplicado generadores de vapor, dínamos y calderas. La cervecería, la lavandería y la lechería de la década de 1840 se convirtieron para acomodar al personal de la finca.
El hijo de Courtenay, Evan Morgan, cuarto barón, segundo vizconde de Tredegar, poeta y destacado excéntrico con vínculos con Aldous Huxley, Alfred Douglas, Augustus John, Nancy Cunard y H.G. Wells, era por entonces el dueño de Ruperra. Creció allí y, al parecer, se negó a vendérsela a William Randolph Hearst, cuya amante, la actriz Marion Davies, quería una casa en el sur de Gales. Más tarde, después de que Davis viera fotografías del castillo de St Donat, Vale of Glamorgan en la revista Country Life, Hearst compró y revitalizó esa propiedad en 1925 como un regalo para Davis.

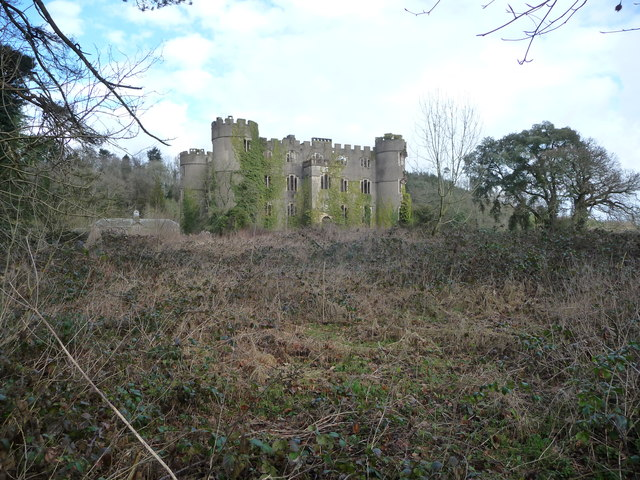
Ruinas del castillo vistas desde el sur

Pero en 1935, la fortuna de Morgan estaba en declive. A pesar de haber invertido mucho en la propiedad, la sede de Morgan y la casa principal siguieron siendo Tredegar House, y Ruperra se utilizó como pabellón de caza de fin de semana. Los 3000 acres (1214,1 ha) de la propiedad se pusieron a la venta, y el contenido se trasladó a Tredegar House o se vendió en una subasta de tres días. Sin moradores y efectivamente abandonada, al comienzo de la Segunda Guerra Mundial, como muchas otras grandes casas señoriales, fue tomada por el ejército británico, bajo cuyo control en 1941 fue destruida por otro incendio. Después de la guerra, toda la propiedad se vendió en adelante como tierra de cultivo, y el castillo quedó como una ruina en descomposición, el estado en el que permanece hoy.
Ashraf Barakat compró el castillo en 1998 e intentó revivir el deporte del polo en Gales. Después de fallar en una solicitud de permiso de planificación para construir nueve apartamentos residenciales dentro del edificio, luego del descubrimiento de murciélagos en las instalaciones, solicitó demolerlo para construir viviendas; el permiso de planificación fue denegado. En septiembre de 2010, Barakat puso el castillo a la venta, a un precio de 1,5 millones de libras esterlinas por 14 acres (con 16 acres adicionales opcionales), que se vendió aproximadamente en julio de 2014.